# FEMM - Women's Rights and Gender Equality
Comisia pentru drepturile femeii și egalitatea de gen (FEMM) este o comisie a Parlamentului European care se ocupă de protecția drepturilor femeii și a egalității de gen. Membrii comisiei sunt toți dedicați creării unei Uniuni Europene puternice în care drepturile și valorile femeilor nu sunt doar protejate, ci pot fi utilizate în întregime pentru a consolida în continuare economia. Acțiunile comnisiei vizează sprijinirea femeilor în pozițiile de luare a deciziilor politice și economice, combaterea violenței împotriva femeilor și promovarea concilierii între viața profesională și viața de familie. Comisia pentru drepturile femeii și egalitatea de gen este responsabilă pentru definirea, promovarea și protecția drepturilor femeilor în UE și în afara ei, și pentru o politică privind egalitatea de șanse, inclusiv egalitatea între bărbați și femei în ceea ce privește oportunitățile de pe piața forței de muncă și tratamentul la locul de muncă. Ea vizează eliminarea tuturor formelor de discriminare pe bază de gen.

## Obiective
- promovarea reprezentării egale a femeilor și bărbaților în luarea deciziilor politice și economice.
- apărarea necesității de a formula politici puternice și voluntare pentru egalitatea de gen.
- incluziunea femeilor antreprenorilor în câmpurile de luare a deciziilor economice și inițiativele de stimulare a creșterii sectoarelor care contribuie la independența economică a femeilor.
- campanii de sensibilizare a opinii publice ce contribuie la combaterea stereotipurilor de gen și a discriminării.
- sprijină principiul egalității în ceea ce priveștea remunerarea egală în câmpul muncii
- comisia este dedicată antreprenoriatului, întreprinderilor mici și mijlocii și femeilor ca motor al creșterii economice, prosperității și creării de locuri de muncă.
- apără măsurile de îmbunătățire a concilierii vieții de familie cu viața  profesională.
- promovează diversificarea carierei pentru a încuraja participarea deplină a femeilor pe piața muncii.[1]

## Inițiative

### Women, gender equality and climate
Această inițiativă are ca scop egalitatea de gen, drepturile femeilor, și cooperarea în scopul dezvoltării. Este o inițiativă proprie a Comisiei pentru drepturile femeilor și egalitatea de gen.

### Gender equality and women's empowerment: transforming the lives of girls and women through EU external relations 2016-2020[3]
O creștere a egalității de gen și a împuternicirii economice a femeilor are un impact pozitiv asupra creșterii PIB-ului, precum și asupra succesului economic al întreprinderilor. Sa estimat că, dacă nivelul de productivitate al femeilor va crește la fel ca cel al bărbaților, PIB-ul UE ar putea crește cu 27%.Participarea și împuternicirea economică a femeilor sunt fundamentale pentru consolidarea drepturilor femeilor și pentru a permite femeilor să aibă control asupra vieții lor și a influenței lor în societate.

### Council of Europe Convention on preventing and combating violence against women and domestic violence
Îndemnarea statelor membre să accelereze negocierile privind ratificarea și punerea în aplicare a Convenției de la Istanbul, Parlamentul European ar trebui să se implice pe deplin în procesul de monitorizare a Convenției de la Istanbul, după aderarea la Uniunea Europeană, statele membre ar trebui să aloce resurse financiare și umane adecvate pentru a preveni și combate violența împotriva femeilor și violența bazată pe gen, ar trebui să fie disponibile trainig-uri adecvate, proceduri și orientări pentru toți profesioniștii care se ocupă de victimele tuturor actelor de violență;să promoveze o schimbare a atitudinilor și comportamentelor și să schimbe vina de la victime la făptuitor.

### Gender equality in EU trade agreements
Comisia și Consiliul European ar trebui să promoveze și să sprijine includerea unui capitol dedicat dimensiunii de gen în toate viitoarele acorduri comerciale ale UE. Acordurile comerciale trebuie să conțină dispoziții obligatorii pentru a asigura respectarea drepturilor omului, inclusiv a egalității de gen. Aceste sugestii sunt regasite in aceasta initiativa propusa.

### Women’s economic empowerment: let’s act together
Participanții se concentrează în special pe următoarele domenii:
- Prezenața femeilor în știință, tehnologie, inginerie și matematică
- Combaterea violenței
- Elaborarea de politici sensibile la gen
- Echilibrul între viața profesională și viața profesională și diferența de remunerare între femei și bărbați
- Obiectivele ONU de dezvoltare durabilă.

### Need for an EU strategy to end and prevent the gender pension gap
Această inițiativă se concentrează asupra reglementărilor aasupra pensionării și a pensiilor, activitățile pe piața muncii și ocuparea forței de muncă, și salariile persoanelor active pe piața muncii, din perspectiva oportunităților egale pentru bărbați și femei. În două rezoluții separate, deputații europeni evaluează modul în care abordarea integratoare a egalității de gen se aplică în alocările de finanțare UE și de modul în care statele membre au implementat directiva privind egalitatea de gen în accesul la bunuri și servicii. Se subliniază faptul că finanțarea UE trebuie utilizată proactiv pentru a atinge obiectivele privind egalitatea de gen.

### Work-life balance proposal
Îmbunătățirea echilibrului dintre viața profesională și cea privată, conștientizarea și combaterea inegalității în ceea ce privește ocuparea forței de muncă și a diferențelor de remunerare reprezintă măsuri importante pentru a pune capăt și pentru a preveni diferențele dintre pensii în cee ace privește problematica de gen.

### Ziua Internațională a Femeii
În data de 8 martie 2018, FEMM, în colaborare cu Direcția pentru relații cu parlamentele naționale, va organiza o reuniune a comisiei interparlamentare privind "Încurajarea femeilor și fetelor în mass-media și TIC: cheia pentru viitor". Evenimentul va avea loc la Bruxelles.Subiectul ales în acest an are o importanță globală și este unul care permite o examinare aprofundată. Mass-media are capacitatea de a influența opinia publică și informațiile. În același timp, tehnologiile informației și comunicațiilor (TIC) pătrund în toate nivelurile și zonele societății. Atât mass-media, cât și TIC au un potențial considerabil în promovarea emancipării femeilor. Acest eveniment proeminent va oferi astfel un forum global pentru schimbul de experiență și de bune practici în aceste domenii.

## Membri
- Barbara MATERA- Italy Forza Italia- Vice-Chair of FEMM Committee.
- Constance LE GRIP- France Union pour un Mouvement Populaire-coordonatoare
- Anna Maria CORAZZA BILDT- Sweden Moderaterna- vice-coordonatoare
- Teresa JIMÉNEZ-BECERRIL BARRIO- Spain Partido Popular
- Agnieszka KOZŁOWSKA-RAJEWICZ-Poland Platforma Obywatelska
- Elisabeth KÖSTINGER-  Austria Österreichische Volkspartei
- Angelika NIEBLER- Germany Christlich-Soziale Union in Bayern e.V
- Marijana PETIR- Croatia Hrvatska seljačka stranka
- Michaela ŠOJDROVÁ- Czech Republic Křesťanská a demokratická unie - Československá strana lidová
- Elissavet VOZEMBERG- Greece Nea Demokratia
- Anna ZÁBORSKÁ - Slovakia Kresťanskodemokratické hnutie
- Rosa ESTARÀS FERRAGUT - Espagne Partido Popular
- Mariya GABRIEL- Bulgarie Citizens for European Development of Bulgaria
- Ildikó GÁLL-PELCZ- Hongrie Fidesz-Magyar Polgári Szövetség-Keresztény Demokrata Néppárt